# ابن حزم
ابن حزم، ابومحمد علی‌بن‌احمدبن‌سعید (۳۸۴–۴۵۶ قمری) (۹۹۴–۱۰۶۴م) همه چیزدان، فقیه، محدث، فیلسوف، ادیب و شاعر عرب اهل اندلس بوده‌است. پدرش از بزرگان اهل قرطبه بود و در دولت هشام دوم از بنی امیه وزیر بود. او حدود ۴۰۰ کتاب نوشت که ۴۰تا از آنها باقی هستند او از مؤسسین دین‌شناسی تطبیقی است و دانشنامه جهان اسلام او را از پیشروان علم در اسلام می‌داند

## زندگی
وی بنابر گواهی خودش در شهر قرطبه در اندلس چشم به جهان گشود. نیاکان وی از ساکنان قریه‌ای به نام منته لیشَم در اونبه در ناحیه لبله در غرب اندلس بوده‌اند، اما پدرانش در شهر قرطبه می‌زیسته‌اند. گفته می‌شود که جدّ اعلایش ایرانی و از بردگان آزاد شده یزید بن ابن سفیان، برادر معاویه بوده‌است.
بنابر نوشته ابن بسام معاصرانش ابن‌حزم را «از نسبی ناشناخته و بی‌ریشه و جدّ نزدیکش را نومسلمان می‌دانسته‌اند

## نظرات او

### زبان
ابن حزم علاوه بر نظریاتش در مورد صداقت در ارتباطات، تا حدودی به علم زبان نیز پرداخته‌است. او زبان عربی، عبری و سریانی را اساساً یک زبان می‌دانست که با سکونت گویندگان در مناطق مختلف جغرافیایی و توسعه واژگان و دستور زبان‌های مختلف از ریشه مشترک، منشعب شد. او همچنین با بسیاری از متکلمان مسلمان اختلاف داشت، زیرا او زبان عربی را برتر از زبان‌های دیگر نمی‌دانست، زیرا قرآن عربی را چنین توصیف نمی‌کند. ابن حزم معتقد بود که دلیلی بر برتری زبانی بر زبان دیگر وجود ندارد.

### لفظ گرایی
ابن حزم به لفظ لفظی سخت‌گیرانه معروف بود و از طرفداران مکتب لفظی ظاهریه در اسلام اهل سنت به‌شمار می‌رود. مثالی که معمولاً ذکر می‌شود تفسیر او از نیمه اول آیه ۲۳ سوره الاسراء است که در آن شخص از گفتن «اف» به والدین خود نهی می‌شود. ابن حزم گفت که آیه فقط از گفتن «اف» نهی می‌کند، و نباید تفسیر کرد به مثلاً زدن به پدر و مادر. ولی در نیمه دوم آیه و نیز آیه ۲۴ که به نیکوکاری با والدین دستور می‌دهد، زدن آنها را حرام دانسته‌است.

### فلسفه
آثار ابن حزم به آرامی سنت‌های فلسفه یونان را لمس می‌کنند. او که با اپیکور و پرودیکوس سیئوس موافق بود، اظهار داشت که لذت باعث خوشبختی در زندگی می‌شود و در مرگ چیزی برای ترس وجود ندارد. او معتقد بود که این روایات فلسفی برای ساختن شخصیت فرد مفید است اما کافی نیست و معتقد بود که ایمان اسلامی نیز لازم است.
او مفهوم اختیار مطلق را رد می‌کرد و معتقد بود که همه صفات یک فرد مخلوق خداوند هستند.

### در مورد شیعه
ابن حزم به شدت از شیعیان انتقاد می‌کرد. وی دربارهٔ این فرقه گفت:
پارسیان دارای پادشاهی بزرگ و برتری بر سایر ملل بودند. آنها خطری را که [برای سایر ملل] ایجاد می‌کردند، با آزاده و سید نامیدن خود موجه می‌کردند. در نتیجه همه افراد دیگر را برده خود می‌دانستند. آنها به نابودی امپراتوری خود به دست اعراب که خطر کمتری در میان سایر ملل [برای امپراتوری خود] می‌دانستند، گرفتار شدند. زندگی آنها سخت شد و مصائب آنها دو چندان شد، زیرا در زمان‌های مختلف نقشه جنگ علیه اسلام می‌کشیدند. با این حال، خداوند در همه مکرها، حق را آشکار ساخت. آنها به طراحی نقشه‌های دیگر ادامه دادند و عده‌ای از مردم آن‌ها تنها برای روی آوردن به تشیع و با ادعای محبت به اهل بیت (ع) و بیزاری از ظلم به علی (ع) اسلام را پذیرفتند و در این راه رفتند تا اینکه از راه راست [اسلام] منحرفشان کرد.

## ویژگی‌های شخصیتی
ابن حزم از یک سو دارای روحی بسیار حساس، طبعی شاعرانه و در دوستیهایش با انسان‌های همگون خود بسیار استوار و وفادار بوده و از سوی دیگر در باورها و اندیشه‌هایش سخت تعصب می‌ورزیده‌است. وی دربارهٔ خلقیات خویش می‌نویسد: من در سرشت خود دو طبیعت دارم که زندگی من با آن‌ها هرگز گوارا نیست؛ و گرد آمدن آن‌ها مرا از زندگانی بیزار می‌کند و گاه آرزو می‌کنم که از خویش گریزان شوم، تا از رنجی که به خاطر آن‌ها می‌کشم، آزاد شوم: یکی وفاداری است که هیچ تلونی بدان آمیخته نیست و در حضور و غیاب و نهان و آشکار یکسان است، و زاییده الفتی است که نمی‌گذارد روحم از آنچه به آن خو گرفته‌است، روی گردان شود، و نیز نمی‌گذارد که از دست دادن کسانی را که با ایشان مصاحب بوده‌ام، از خاطر بگذرانم؛ و دیگری عزت نفسی است که به ستم تن نمی‌دهد، و مرا به کمترین دگرگونی در رفتار آشنایانم حساس می‌کند، چنان‌که مرگ را بر آن رجحان می‌دهم. هر یک از این دو سجیّه مرا به سوی خود می‌کشد. من جفا می‌بینم و بر خود همواره می‌سازم، بسیار شکیبایی می‌کنم و انتظار می‌کشم، که دشوار کسی توانایی آن را دارد.

## نقدها
به علت ساز وکاری که پیش گرفته بود دسته‌هایی از مسلمانان از نوشته‌های وی رویگرداندند و او را رها ساخته و از وی گریختند و زمانی مورد آزار قرار گرفت. برخی از علما به او توجه کرده و در کارهایش به قصد انتقاد و بهره بردن و گرفتن و نیز مؤاخذه نمودن جستجو و تحقیق نمودند و در آن مروارید گرانبهایی را یافتند که در پوسته‌ای بی‌ارزش پیچیده شده‌است؛ بنابراین گاه از آن به وجد می‌آمدند و گاه خرسند می‌گشتند و گاه از یکه‌تازی او به تنگ می‌آمدند. روی هم رفته کمال و توانایی‌اش مورد توجه بود. جز سخن محمد، سخن هر کس را که می‌خواست می‌پذیرفت یا رها می‌نمود.
در تمامی علوم دست می‌برد و تبحر کسب می‌نمود. در نقل احادیث مهارت بسیار داشت و در نظم و نثر ید طولایی داشت. انسانی دیندار و بسیار خیر بود. علاقه‌ای به ریاست نداشت و در خانه می‌ماند و سرگرم علم و دانش می‌شد.

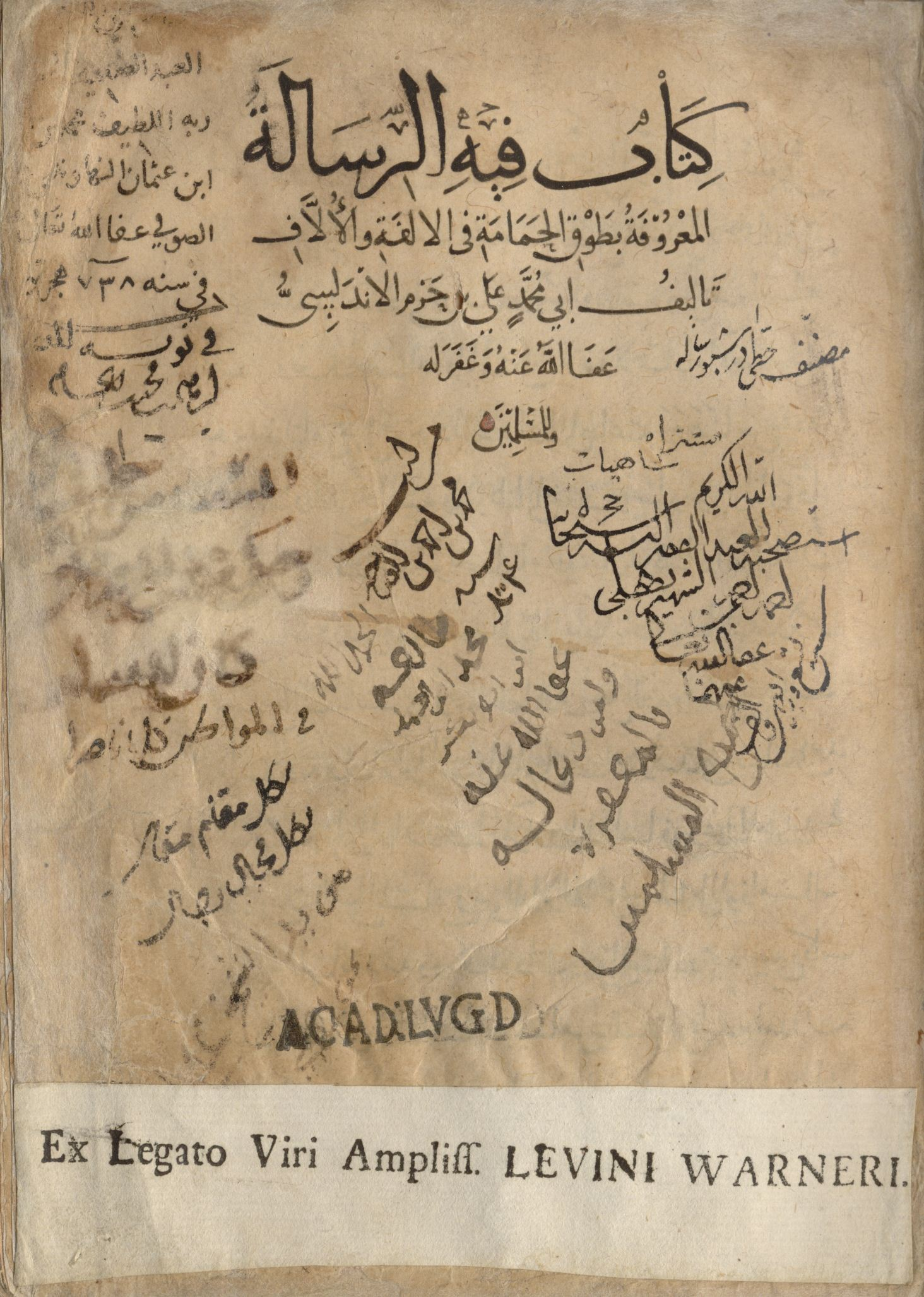
یکی از کتب او در موزه سویل

## نظر دیگران
- ابو حامد غزالی می‌گوید: دربارهٔ اسماء خداوند -تعالی- کتابی را یافتم که ابومحمد بن حزم اندلسی آن را نگاشته و نشانهٔ قدرت بالای حفظ و حضور ذهن بسیار او است.
- صاعد اندلسی می‌گوید: ابن حزم در بین همهٔ اهالی اندلس علوم اسلامی را بیشتر در خود گردآورده بود و علوم سخنوری او وسیع‌تر از همگان بود و در علم بلاغت و شعر ذوق زیادی داشت و دارای شناخت فراوانی بر زندگی‌نامه‌ها و اخبار گذشتگان بود. پسر او دربارهٔ چهارصد تألیف پدرش، ابومحمد، به من خبر داد که بالغ بر هشت هزار صفحه بود.
- ابوعبدالله حمیدی می‌گفت ابن حزم حافظ حدیث و فقه بود و احکام را از کتاب و سنت استنباط می‌نمود، در انواع علوم خود را مشغول می‌داشت، به علم خویش عمل می‌کرد، کسی را مانند او ندیده‌ام که هوش، سرعت حفظ، تقوا و دینداری همه را با هم داشته باشد. در ادبیات و شعر شایستگی و ذوقی سرشار داشت، هرگز کسی را ندیده‌ام که مانند وی با چنان سرعتی به صورت فی‌البداهه شعر بسراید. شعرهای بسیاری دارد که آن‌ها را بر اساس حروف الفبا جمع کرده‌است.

## آثار
ابورافع، پسر ابن حزم پس از مرگ وی اعلام کرد که وی ۴۰۰ اثر از خود به‌جای گذاشت که این آثار مکتوب بالغ بر ۸۰۰۰۰ صفحه می‌شود. بدین سان وی را از لحاظ کثرت نوشته‌هایش با محمد بن جریر طبری نویسنده تاریخ مشهور مقایسه کرده‌اند. اما از همه این نوشته‌ها اکنون جز چند کتاب و تعدادی رساله باقی نمانده‌است.
- الإیصال إلی فهم کتاب الخصال: حاوی پانزده هزار صفحه
- الخصال الحافظ لجمل شرائع الإسلام: مشتمل بر دو جلد، کتاب "المجلی" دربارهٔ فقه یک جلد،
- "المحلی فی شرح المجلی بالحجج والآثار" هشت جلد،
- "حجة الوداع" محتوی یکصد و بیست صفحه،
- "قسمة الخمس فی الرد علی إسماعیل القاضی" یک جلد،
- "الآثار آلتی ظاهرها التعارض ونفی التناقض عنهاً: حاوی یک هزار صفحه که البته آن را به پایان نرسانیده‌است،
- "الجامع فی صحیح الحدیث"
- "التلخیص والتخلیص فی المسائل النظریة"
- "ما انفرد به مالک وأبو حنیفة والشافعی"

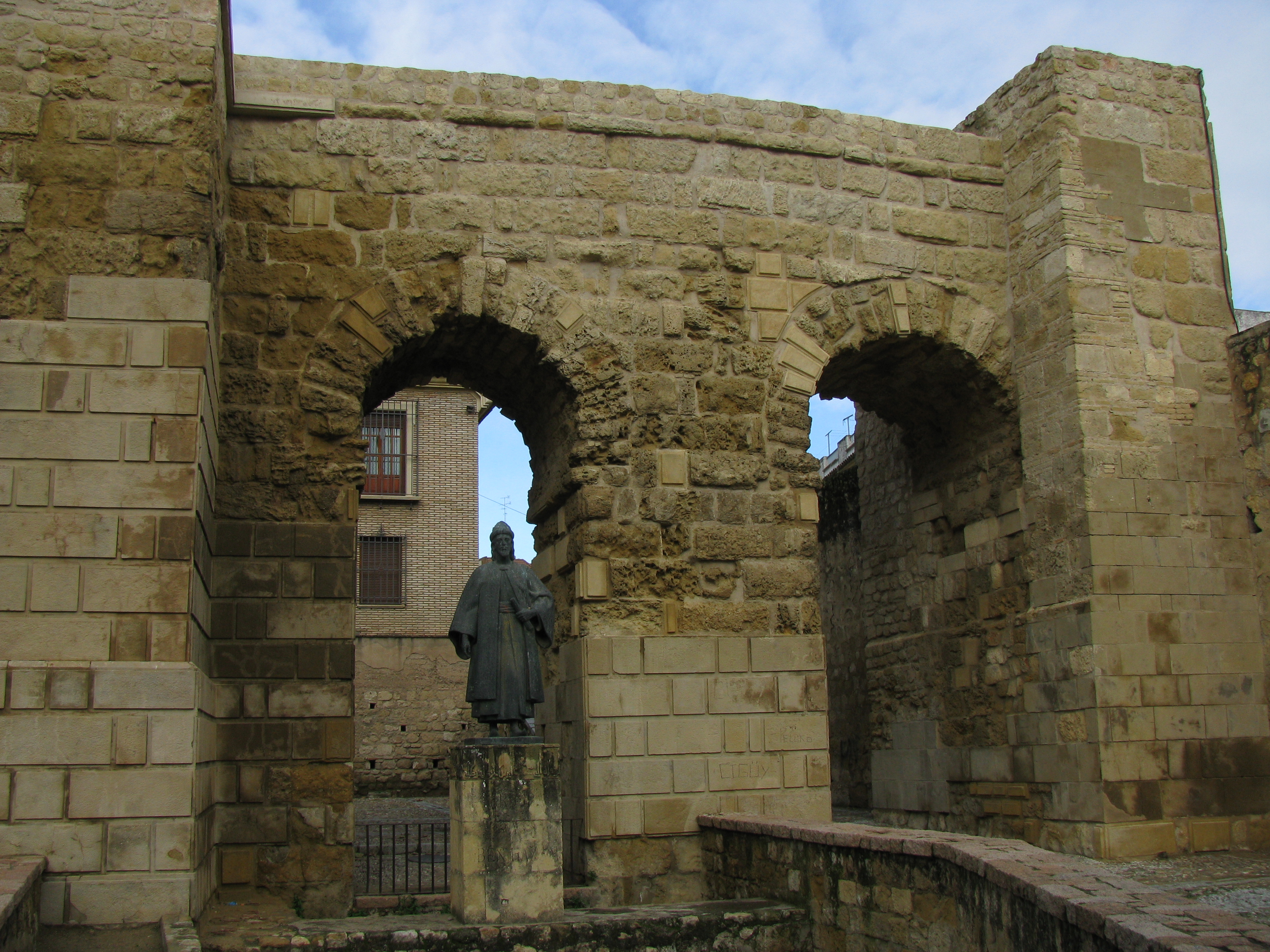
مجسمه ابن حزم در دروازه شهر سویل اسپانیا

- مجسمه ابن حزم در دروازه شهر سویل اسپانیاالفصل فی ملل والاهوا والنحل